# روابط فرانسه و عراق
روابط فرانسه و عراق اشاره به روابط بین فرانسه و عراق. فرانسه نقش عمده ای در جانشینی عراق از امپراتوری عثمانی و در نهایت آزادی از استعمار انگلیس داشت. روابط فرانسه و عراق اغلب با درگیری و صلح تعریف می‌شود، فرانسه در طول جنگ ایران و عراق از عراق حمایت می‌کرد، از مداخله در عراق در عملیات طوفان صحرا حمایت می‌کرد و با حمله به عراق در سال ۲۰۰۳ مخالفت کرد. از سال ۲۰۰۴، عراق سفارت خود را در پاریس حفظ کرد و فرانسه نیز سفارت خود را در بغداد.

## استقلال عراق
استقلال معاصر عراق کاملاً ریشه در سقوط امپراتوری عثمانی دارد، که نیروهای فرانسه، انگلیس و روسیه مطمئن بودند که در نتیجه تفاهم مثلث در خاورمیانه در طول جنگ جهانی اول رخ خواهد داد. در واکنش به کاهش نسجام عثمانی پس از جنگ و امضای آتش‌بس مودروس، قدرت‌ها از طریق اتحادیه ملل به دنبال احراز قلمروهای سابق عثمانی بودند و به آنها دست یافتند. فرانسه به لبنان و سوریه و انگلیس میان‌رودان  و فلسطین اعطا می‌شود. با این وجود، جنبش‌های استقلال طلبی در عراق در نهایت از نفوذ انگلیس در منطقه کاسته و امکان ایجاد یک کشور نیمه خودمختار فراهم شد. سایر مناطق مجاز نیز در همان زمان شورشهای مشابهی را تجربه کردند، یعنی سوریه، که موفق به یک شورش شد و پادشاهی عرب مستقل سوریه را تأسیس کرد. در جنگی که پس از آن رخ داد، فرانسه شاه فیصل یکم را که شورش را برپا داشت، خلع کرد، که دولت انگلیس او را به عنوان شخصیتی محبوب می‌دید که به لطف معاملات قبلی با انگلیس قبل از جنگ جهانی اول، دوست انگلیس بود. بعلاوه، انگلیسی‌ها معتقد بودند که فیصل تاج و تخت مانع بازگشت وی برای جنگ برای سلطنت در سوریه می‌شود و این امر منجر به ایجاد تنش در روابط انگلیس و فرانسه می‌شود. سرانجام، عراق به عنوان پادشاهی عراق در سال ۱۹۳۲ استقلال کامل یافت.

## پادشاهی عراق
پس از استقلال عراق، فرانسه روابط رسمی خود را با پادشاهی عراق حفظ کرد، حتی دولتهایی که در نتیجه کودتا به وجود آمدند. در اواخر دهه ۴۰، اشغال فرانسه و تأسیس ویشی فرانسه در جریان جنگ جهانی دوم دولت فرانسه را مجبور به تبعید کرد و همچنین کودتای دیگر عراق منجر به یک رژیم طرفدار آلمان شد که دو دولت را در تضاد قرار داد. . عملیات نظامی انگلیس سرانجام سلطنت هاشمی را در عراق برقرار کرد، که به عنوان نیروهای متفقین برای حمله به قلمرو ویشی در سوریه، که فرانسه آزاد به آن کمک می‌کرد، عمل کرد. پس از شکست محور، هر دو دولت فرانسه و عراق تبعید شدند و هر دو به سازمان ملل پیوستند. چند سال بعد، فرانسوی‌ها در درگیری‌های اعراب و اسرائیل در سال ۱۹۴۸ از اسرائیل حمایت مخفیانه کردند. نه تنها به ایرفرانس اجازه حمل اسلحه را می‌دهد، بلکه مانع فروش سلاح سوئیس با میانجیگری انگلیس به متحدان عراقی در درگیری می‌شود. بعداً، درگیری با دولت مصر بر سر اتحاد با سوریه، مخالفت انگلیس با ورود کویت به یک فدراسیون عربی و افزایش ناآرامی‌ها منجر به کودتایی دیگر شد که سلطنت عراق را برای تشکیل جمهوری عراق، خلع کرد.

## جمهوری عراق
روزهای بعدی جمهوری عراق با انتخاب شارل دوگل در سال ۱۹۵۸ شاهد تغییر جدیدی در روابط با فرانسه بود. از موقعیت ناآرامی پس از جنگ الجزایر، دوگل تلاش کرد تا روابط خود را با جهان عرب برقرار کند. گرچه حمایت فرانسه از اسرائیل در طول جنگ شش روزه آشکار بود، دوگل دریافت که الجزایر دیگر قابل کنترل نیست و برای حفظ وضعیت فرانسه به عنوان یک نهاد سیاسی جهانی خارج از ایالات متحده به حمایت عرب در خاورمیانه نیاز دارد. یا حوزه نفوذ اتحاد جماهیر شوروی. این دوره گرم شدن روابط و افزایش تجارت حتی پس از سقوط جمهوری عراق در انقلاب ۱۴ ژوئیه، کودتای سرانجام سرنگونی عبد الکریم قاسم ژنرال وقت در انقلاب ماه رمضان و به دست گرفتن قدرت باتیست‌ها در انقلاب ۱۷ ژوئیه.

## عراق بعثی
پس از انقلاب ۱۷ ژوئیه، حزب بعث عراق، به ریاست آن زمان احمد حسن البکر، با حذف ناصریست‌ها و کمونیست‌ها از عراق سعی در تحکیم قدرت و تحقق اصول حزب داشت. این امر همزمان با سیاست رژیمها علیه نفوذ شوروی در حزب و تلاش برای جلب حزب کمونیست عراق برای پذیرش رژیم بعث و جبهه ترقی ملی، با توجه به نگرانی ICP پس از موضع ضد کمونیستی حزب رژیم در سال ۱۹۶۳. فرانسه بسیار مایل بود که تحت این شرایط، خصوصاً در سیاست خارجی خود که متمرکز بر مهار اتحاد جماهیر شوروی است، از رژیم حمایت کند، ناشی از کمکهای شوروی در آزادسازی هندوچین فرانسه و کمک به رژیم کره شمالی در طول جنگ کره، موضعی که پس از جنگ جهانی دوم توسط ایالات متحده پذیرفته شد و سایر ملل غربی در طول جنگ سرد از آن پیروی کردند. این بهبود مستمر روابط، سابقه حمایت فرانسه از دولت عراق را ایجاد کرد، که فروش و وام اسلحه را در سال ۱۹۷۵ تأسیس کرد، که شامل فروش جنگنده‌های جت داسو میراژ اف۱، بالگردهای آئروسپاسیال آلوئت ۳، آئروسپاسیال غزال، پما و آئروسپاسیال اس‌آ ۳۲۱ سوپر فرلون، سهمی در تولید آینده میراژ ۲۰۰۰، موشک‌های اگزوسه و آموزش استفاده از تجهیزات گفته شده. علاوه بر این، اتکا فرانسه به نفت و تجارت عراق این روابط بیش از پیش تقویت کرد تأیید بیشتر وزارت دفاع فرانسه به عنوان یک سهم کنترل سیاست تجارت و صادرات فرانسه بر اساس برتری موشکی فرانسه در اروپا. این عرضه اسلحه نظامی اگرچه در ابتدا برای استفاده در درگیری در نظر گرفته نشده بود، اما سرانجام در جنگ ایران و عراق پس از انقلاب ایران مورد استفاده قرار گرفت، که در ابتدا با استقبال دولت عراق به عنوان برکنار شدن شاه دست نشانده انگلیس مورد استقبال قرار گرفت، اما بعداً به درگیری میان سیاست ایران اسلامی پان اسلامی و عراق پان عربی آمد. آژانس اطلاعات مرکزی اسناد و مدارک جزئیات مربوط به اینکه عراق از اوایل سال ۱۹۸۰ به دنبال سلاح هسته ای بود، در سال ۱۹۵۹ توسط شوروی به رآکتورها پیشنهاد شد، فرانسه در سال ۱۹۷۵ دو رآکتور دیگر به آنها فروخت. با این حال، هنگامی که عراق از اجازه دادن به جایگزینی اورانیوم با کیفیت پایین‌تر برای تولید سلاح، خودداری کرد، اورانیوم بسیار غنی شده فرانسه مورد سؤال قرار گرفت. حمله اسرائیل به رآکتور هسته ای اوزیراک، که فرانسوی‌ها در ساخت آن کمک کرده بودند، اغلب به عنوان پایان حمایت فرانسه از جاه طلبی‌های هسته ای عراق و توانایی هسته ای عراق نامیده می‌شود. با این حال، فرانسه همچنین از برنامه‌های تسلیحات شیمیایی عراق، در میان سایر کشورهای غربی، از جمله ایالات متحده، هلند، استرالیا، ایتالیا و فرانسه، و همچنین شرکت‌های خصوصی بی شماری در این کشورها پشتیبانی کرد. این سلاح‌ها برای جمعیت غیرنظامی در داخل ایران مورد استفاده قرار گرفت، اما جنگ با آتش‌بس وضعیت موجود در سال ۱۹۸۸ پایان یافت. عراق در مواجهه با افزایش بدهی‌ها و آشفتگی‌های اجتماعی ناشی از شکست درگیری‌ها، وضعیت خود را در برابر کویت آغاز کرد. حمله عراق به کویت در نتیجه به اشغال کویت توسط عراق خاتمه یافت، که در نتیجه منجر به واکنش ائتلاف در عملیات طوفان صحرا و جنگ خلیج فارس می‌شود که فرانسه ۱۸۰۰ سرباز آن را متعهد کرد. اگرچه این درگیری تأثیر چندانی بر روابط بین عراق و فرانسه نداشت، اما در گذشته روابط بین عراق و ایالات متحده را از بین برد، از جمله استقرار و استفاده از نیروی هوایی ایالات متحده و ائتلاف در جنوب عراق و تصویب قانون آزادی عراق، سیاست اخراج صدام حسین و بعثی‌ها از قدرت. این تنش پس از تصویب چندین قطعنامه شورای امنیت که به منع گسترش تسلیحات غیرمتعارف عراق پس از جنگ خلیج فارس، یعنی کمیسیون ویژه سازمان ملل و آژانس بین‌المللی انرژی اتمی، که دولت عراق آنها را مورد آزار و اذیت و مانع قرار می‌داد، به اوج خود رسید تا سال ۱۹۹۸ هنگامی که همه همکاری‌ها به دلیل نگرانی آمریکایی‌های مستقر در آژانس‌های اطلاعاتی به ایالات متحده منتقل می‌شد، قطع شد. بعداً، این ادعاها درست می‌شود. به دنبال حملات ۱۱ سپتامبر در ایالات متحده، یک سری ادعاها در مورد رابطه صدام با القاعده به وجود آمد، که به عنوان ابزاری برای تکمیل سیاست قبلی ایالات متحده برای حذف بعثی‌ها از قدرت قبل از وقوع حملات ایالات متحده قطعنامه ای را به این منظور به شورای امنیت سازمان ملل متحد ارائه کرد، که فرانسه نه تنها قطعنامه را رد و تهدید به استفاده از اختیارات وتو در برابر قطعنامه قبل از پس گرفتن آن نمی‌کند، اما از مشارکت خودداری کرد. پس از آن به تلاش‌های ائتلاف ایالات متحده

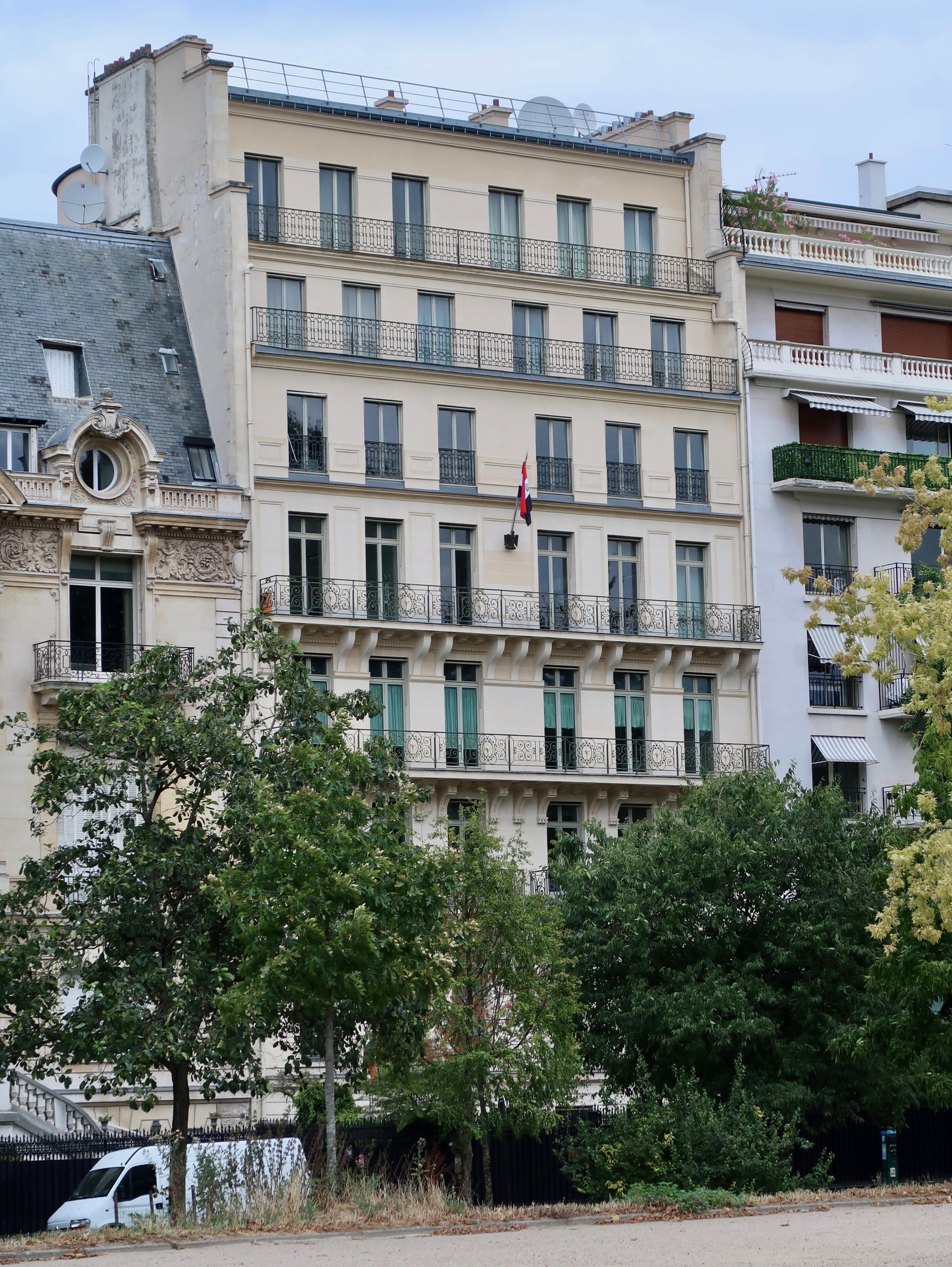
سفارت عراق در پاریس